# Período de El Obeid
Periodo de El Obeid o El Ubaid son las denominaciones historiográficas de un periodo protohistórico de Mesopotamia.
Tell el-Obeid o el-Ubaid son las transcripciones al alfabeto latino del topónimo árabe actual que corresponde arqueológicamente a un poblamiento de la Baja Mesopotamia,  cuya cultura material, identificada en su extensión por una gran zona del Antiguo Oriente Próximo, se conoce como cultura de El Obeid. Esta cultura es considerada como el primer estadio de la civilización sumeria, aunque se mantiene la incógnita del origen real de los sumerios como pueblo.
El tell que identifica a este yacimiento arqueológico se localiza a poca distancia al oeste de la antigua ciudad de Ur.

## Historia
Los primeros testimonios de esta cultura se han datado hacia el 5000 a. C. y alcanza su mayor desarrollo hacia el 4500. En torno al 4000 a. C. se halla extendida por gran parte del Oriente Medio, prolongándose esta unidad cultural hasta el 3700 a. C. aproximadamente. El comienzo de esta etapa coincide aproximadamente con la entrada en la región de nómadas provenientes de los montes Zagros.
Arqueológicamente el período de El Obeid está dividido en cuatro subperíodos. Según la Escuela de Lyon, cada uno de ellos se corresponde con uno de los períodos de la historia de Oriente Medio, comenzando el Obeid I en el "período 6" y el Obeid IV en el "período 9".
| Escuela de Lyon | Fechas                | Subdivisión |
| --------------- | --------------------- | ----------- |
| Período 6       | 5600 a. C.–5000 a. C. | Obeid I     |
| Período 7       | 5000 a. C.–4500 a. C. | Obeid II    |
| Período 8       | 4500 a. C.–4100 a. C. | Obeid III   |
| Período 9       | 4100 a. C.–3700 a. C. | Obeid IV    |

## Tecnología
Durante el período de El Obeid la agricultura avanzó gracias al control de las aguas en superficie mediante técnicas de regadío a base de canales. Este desarrollo permitió que la agricultura floreciera en nuevas áreas de Mesopotamia.
La cerámica de este período se desarrolló mediante unos rasgos muy característicos, bastante diferentes a los de la anterior cultura Halaf: pasta verdosa con engobe claro; cuencos, platos y jarras pequeñas como elementos más prolíficos y decoración geométrica sobre fondo claro. Las formas cerámicas van evolucionando: paredes cerámicas más finas, aparición de las "vasijas-tortuga", diferentes recipientes dotados de asas, e incluso botellas con largos cuellos. La expansión de esta cerámica por toda la cuenca mesopotámica hasta el Mediterráneo es una muestra del impulso que vivió la cultura de El Obeid.
Aparece cerámica a torno pulimentada y se realizan progresos en la metalurgia: se han encontrado moldes y una especialización artesanal en el repujado del cobre. Los metales provenían del Cáucaso.
Es la primera cultura en la que se ha detectado el desarrollo de símbolos documentales identificables de cada persona en planchas de arcilla con incisiones. Posteriormente estas identificaciones evolucionaron a los sellos cilíndricos que se colgaban del cuello y que incorporarán inscripciones de escritura con la aparición del cuneiforme. La inexistencia de piedras duras en la zona implicaba la necesidad de comercio a larga distancia para disponer de material para tallarlos.

## Religión
Aunque en el periodo Mejergar surgieron los primeros edificios religiosos, es en el período de El Obeid cuando los templos se encuentran integrados en las ciudades. Inicialmente tenían la forma de terrazas, edificios de planta rectangular y techo plano. Estas construcciones son el origen de los zigurats, formados por la superposición de varias terrazas de superficie decreciente. Estos templos eran de mayores proporciones que los de Eridu, superando los 12 metros cuadrados.
Los ajuares funerarios destacan por sus figurillas con cabeza en forma de serpiente, características del culto a la Diosa madre.
Entre los mitos de esta cultura destacará el de Inanna (para los sumerios) o Ishtar (para los semíticos posteriores).